# Vrnitev (Jože Peternelj)
Vrnitev je roman Jožeta Peternelja iz leta 1981, kmečka povest, pripoveduje o stiskah (socialnih in osebnih) človeka, ki se je odselil z vasi v mesto.

## Vsebina
Partizana Andrej in Martin se vračata iz vojne, Andrej z željo po mestnem življenju, ker ga muči enoličnost kmečkega življenja. Martin ga prepričuje za vaško življenje. Andrej se zaplete z deklo, ki je prišla na domačo kmetijo (k Andrejevšim) med vojno. Vsa tri leta je sanjal o vrnitvi domov, zdaj pa je razdvojen. Zave se usodnosti svoje odločitve: kaj se bo zgodilo s kmetijami, če bodo vsi odšli v mesta in se proletarizirali. Andrej svoj odhod utemeljuje z boljšo plačo. Prijatelji, sosedje in zaposleni v tovarni ga prepričujejo, da mestno življenje ni tako prijetno, kot si predstavlja. Ko napoči zadnja Andrejeva sobota doma, se oče od sina poslovi s spodbudnimi besedami. 
Andrej in Ivan gresta skupaj v Ljubljano, najprej k Figovcu na kozarček. Andrej je šokiran nad mestno podobo, smetnjaki, smradom. Naslednji dan dobi službo v tovarni, kjer dela Tine, ki je k Andrejevšim prihajal pomagat pri košnji. Andrej se ne more navaditi mestnega življenja, zato ves čas čepi v sobi, ven ne more v umazanih cunjah, niti nima denarja. Tine sanja svoj dom sredi nizkega pobočja. Naporno delo in slaba nezadostna hrana se ponavljata iz dneva v dan. 
Andrej obišče Martina in domače podeželje mu je vse bolj všeč. Vrne se v Ljubljano in tam spozna čedno Ireno, obljubljeno poslovnemu moškemu v štiridesetih, s katero po poroki ustvari družino.
Nastopi vojna za Trst in Andrej je mobiliziran. Prejema ženina pisma, ki mu dajejo moč, medtem ko ga Irena vara. Andrej se predčasno odpravi domov in ženo zaloti z drugim. Obupan gre na vas, kjer izve, da je poročena Justina že mati. 
Irena se odloča med moškim, ki mu je bila obljubljena, in Andrejem. Ko Andreja s poškodovano nogo odpeljejo v bolnišnico, ga Irena obiskuje, vendar s seboj nikoli ne pripelje hčerke. Martin naredi samomor, Andrejev oče umre in Irena se odloči za ločitev.  Andrej se po okrevanju vrne na vas in začne živeti znova. Šele takrat razume, kaj pomeni živeti na deželi, v miru. 
Tako je zapisal Peternelj: »Andrej pa si je zadovoljno obrisal pot s čela. Čutil in vedel je, da se življenje na Andrejevšu znova rojeva …«

## Kritike
Jože Peternelj je sicer bolj znan kot slikar, samorastnik, ima pa v sebi tudi pisateljsko žilico. Svoj čas je pisal krajše spominske tekste za radijske oddaje "Še pomnite, tovariši", pred 17 leti pa je napisal obsežno pripoved Vrnitev, ki je zagledala beli dan nedolgo tega v Kmečki knjižni zbirki založbe ČZP Kmečki glas. 
Peternelj je pripoved zasnoval na dveh temeljnih konfliktih, ki naj bi bila značilna za našega človeka v povojnem obdobju: gre za razkol v človeku, ki iz kmeta postaja delavec, ter za razkol, ki je nastal v udeležencih NOB, ko so se soočili z zgodovinsko nujo, da nadaljujejo revolucionarno pot v odporu zoper informbiro. Da je Peternelj oba konflikta lahko oživil, je za junaka pripovedi vzel dvoje oseb, Andreja in Martina. Usoda obeh junakov je, kot se za roman pravzaprav spodobi, tragična. Martin, obremenjen zaradi nerazčiščene likvidacije med NOB, konča svojo pot tako, da se zapije in ustreli, medtem ko Andrej poskuša zajadrati v novo življenje v mestu, zapusti kmetijo, vendar se po več razočaranjih vrne na opuščeni dom.
Pripoved se prijetno bere in ni obremenjena z miselnimi poudarki, kot bi morda sodili po zasnovi, zato je primerna za vsakogar. Cena: 290 din.